# Разъезженский сельсовет
Разъезженский сельсовет - сельское поселение в Ермаковском районе Красноярского края.
Административный центр - село Разъезжее.

## Население
| 2010 | 2012 | 2013 | 2014 | 2015 | 2016 | 2017 |
| ---- | ---- | ---- | ---- | ---- | ---- | ---- |
| 815  | ↘761 | ↘742 | ↘729 | ↘728 | ↗748 | ↘734 |

## Состав сельского поселения
В состав сельского поселения входят 2 населённых пункта:
| № | Населённый пункт | Тип населённого пункта       | Население |
| - | ---------------- | ---------------------------- | --------- |
| 1 | Большая Речка    | посёлок                      | ↘184      |
| 2 | Разъезжее        | село, административный центр | ↘631      |

## Местное самоуправление
Разъезженский сельский Совет депутатов
Дата избрания: 14.03.2010. Срок полномочий: 5 лет. Количество депутатов: 10
Глава муниципального образования
- Челтыгмашев Георгий Григорьевич. Дата избрания: 14.03.2010. Срок полномочий: 5 лет